# Gendarmerie nationale

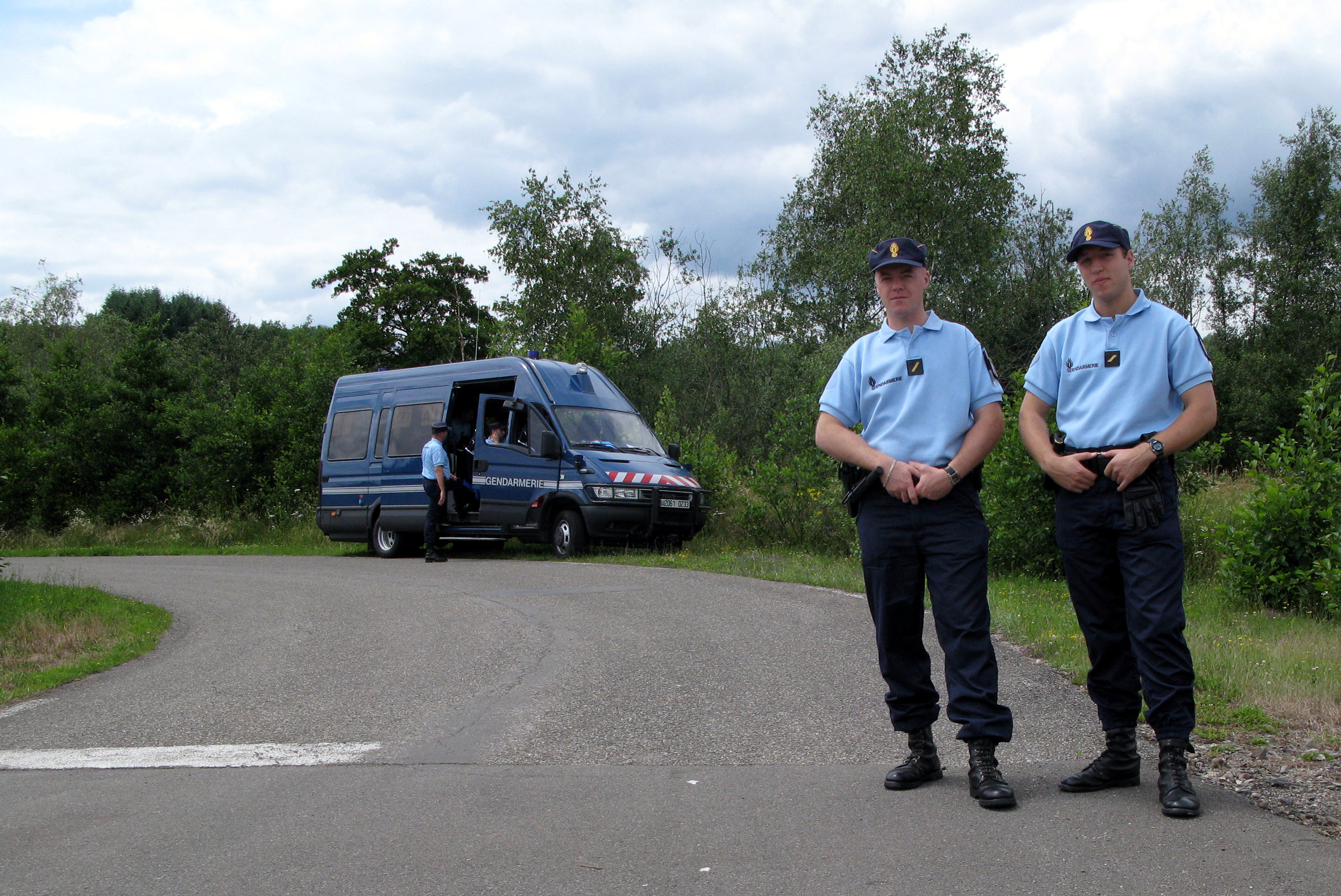
Angehörige der Gendarmerie nationale im Jahr 2007

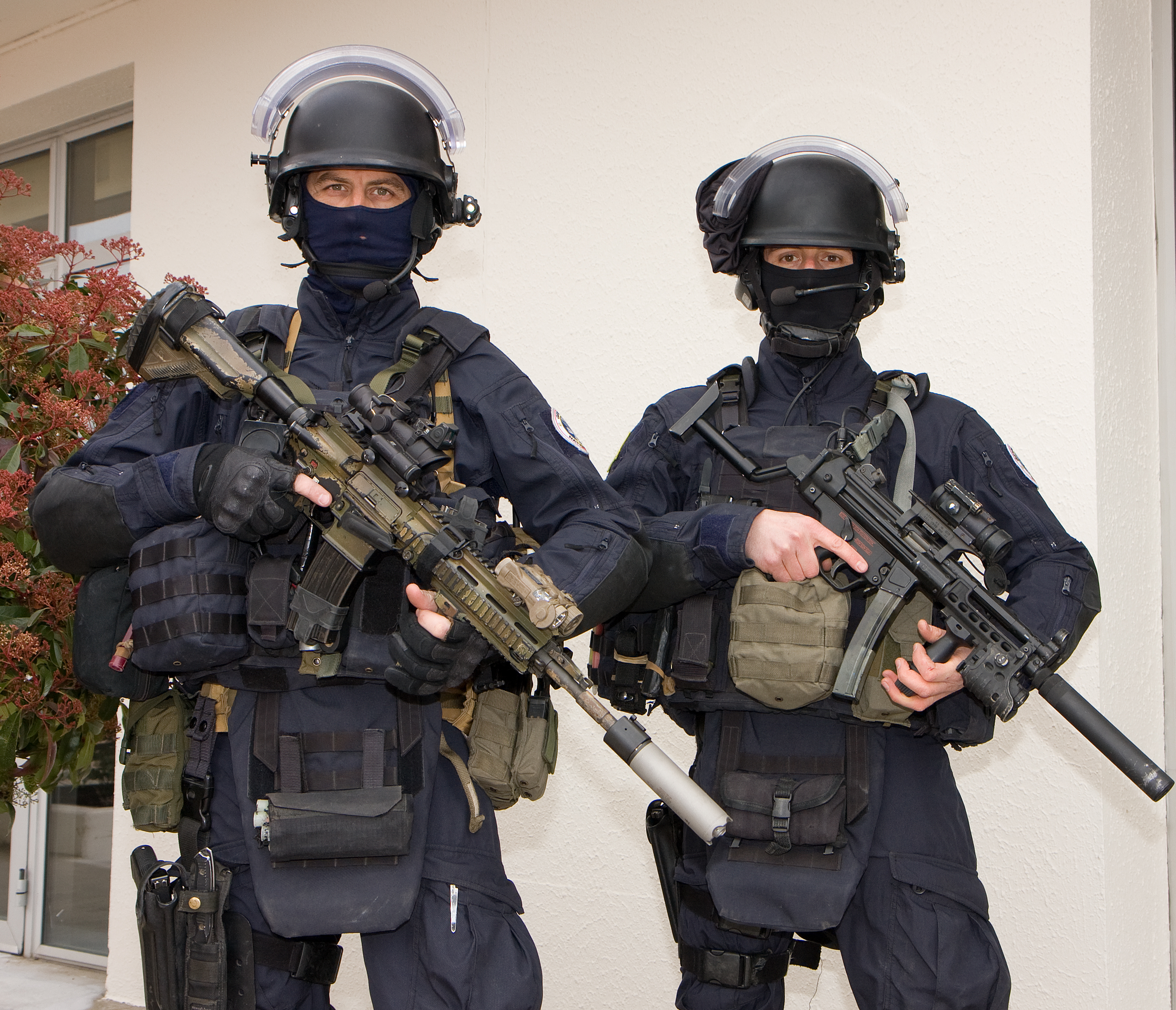
Spezialeinheit GIGN

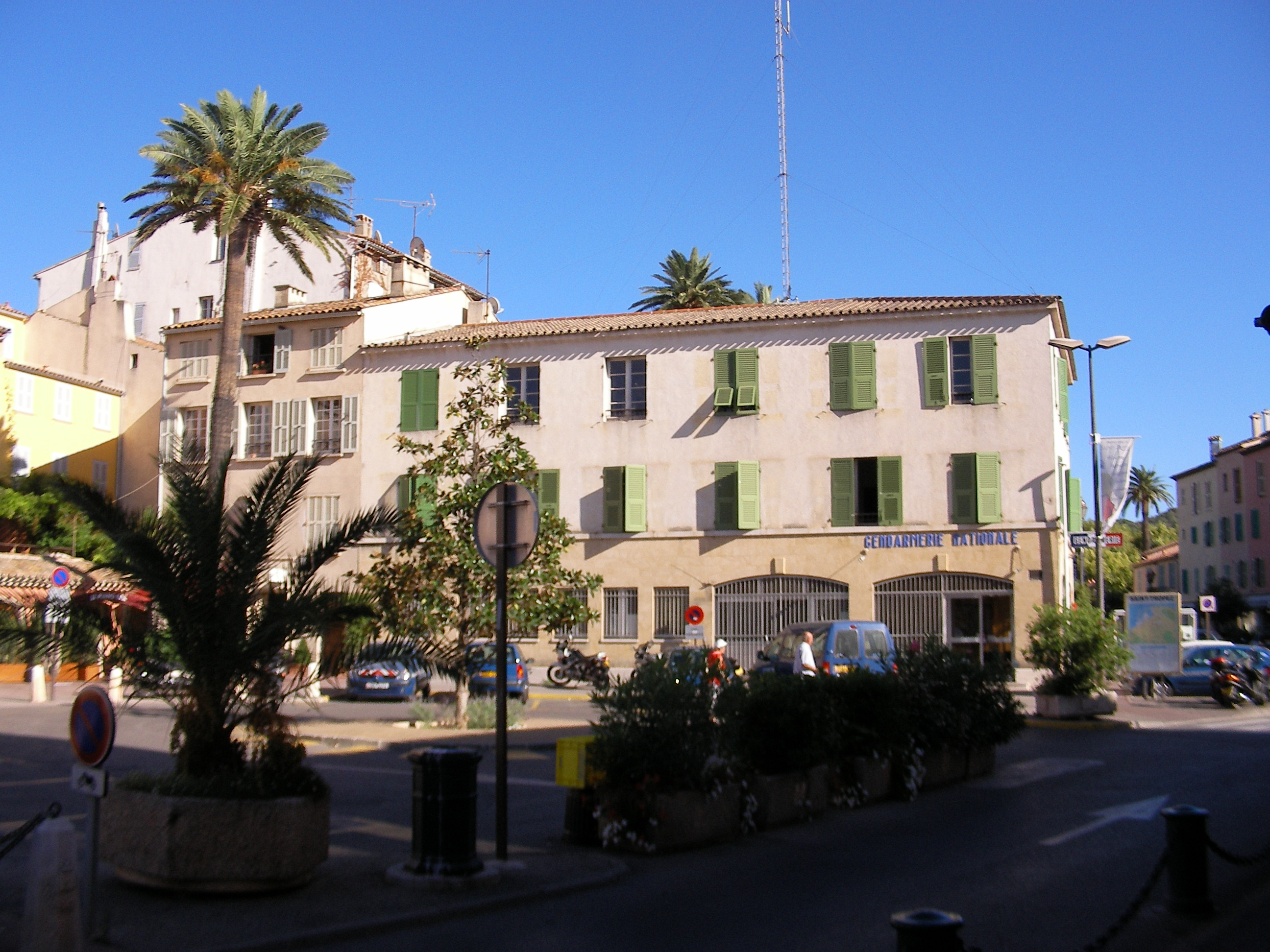
Dienststelle in Saint-Tropez

Die Gendarmerie nationale (ʒɑ̃daʁmə'ʁi nasjɔ'nal, deutsch Nationalgendarmerie) ist eine Polizeitruppe in Frankreich. Sie ist seit ihrer Gründung 1791 Teil der französischen Streitkräfte und daher im Unterschied zu den übrigen französischen Polizeikräften dem Verteidigungsministerium unterstellt. Seit dem 1. Januar 2009 ist sie zugleich dem Innenministerium unterstellt.
Die Gendarmerie übernimmt polizeiliche Aufgaben im ländlichen Raum, während die Police nationale für die Städte zuständig ist. Beide Wachkörper sind voneinander unabhängig.
Eine ähnliche Organisation der Sicherheitsdienste findet sich beispielsweise in Spanien (Guardia Civil), Italien (Carabinieri), in den Niederlanden (Koninklijke Marechaussee) und bis 2005 in Österreich (Bundesgendarmerie).

## Geschichte und Aufgaben
Als Nachfolgerin der Maréchaussée des Ancien Régime wurde während der Französischen Revolution durch Gesetz vom 16. Februar 1791 die Gendarmerie nationale geschaffen. Unter Napoleon firmierte die Truppe von 1799 an als Gendarmerie impériale. Heute besteht die Gendarmerie nationale aus 104.275 Beamten, davon 102.322 Soldaten (Stand: 10. März 2005). Ihr Generaldirektor ist als ziviler Staatsbeamter dem Verteidigungsministerium unterstellt. Bei lokalen, nicht-militärischen Einsätzen untersteht sie dem Präfekten, nimmt sie dagegen justitielle Aufgaben wahr, folgt sie den Anordnungen der Staatsanwaltschaft oder eines zuständigen Untersuchungsrichters. Die Gendarmerie gliedert sich zurzeit in etwa 3.600 Brigaden, was nahezu einer Brigade pro Kanton entspricht.
Bekannteste Einheit ist die Einheit Groupe d’intervention de la gendarmerie nationale, kurz GIGN, eine Spezialeinheit der französischen Gendarmerie mit dem Einsatzschwerpunkt Terrorismusbekämpfung. Sie ist vergleichbar mit der deutschen GSG 9. Andere Spezialeinheiten sind der Police nationale unterstellt.
Der Gendarmerie nationale unterstehen darüber hinaus weitere Spezialkräfte, so 17 Hochgebirgszüge in den französischen Alpen und dem Zentralmassiv in Frankreich. Sie übernehmen Einsätze zur Rettung und Bergung z. B. von in Bergnot geratenen Wanderern oder Bergsteigern sowie polizeiliche Aufgaben bei Unglücksfällen und Straftaten in diesem besonderen Umfeld. Ihre Beamten sind als Bergführer ausgebildet und verfügen über Lawinensuchhunde.
Als Ehrenwache, bei Staatsempfängen und besonders während der Nationalfeiertage dient die berittene Garde républicaine dem französischen Präsidenten.

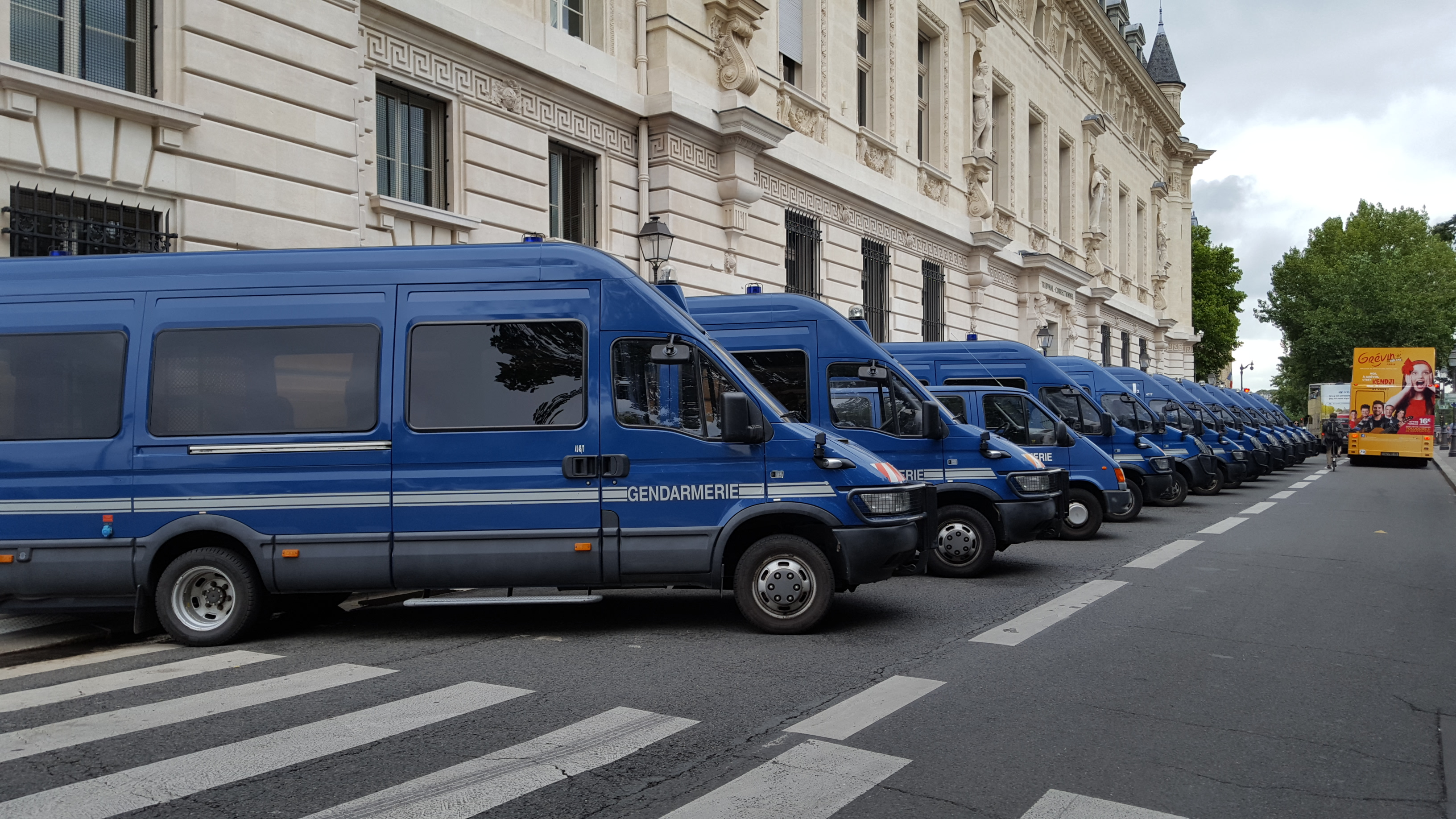
Fahrzeuge der Gendarmerie nationale vor dem Palais de Justice in Paris im Jahre 2017

In der Gendarmerie nationale dienen auch Reservisten. Im Jahr 2019 wurde eine dreißigtägige allgemeine Dienstpflicht beim Service national universel (SNU), dem „Allgemeinen Nationaldienst“ beschlossen, der zum Teil auch bei der Gendarmerie abgeleistet werden kann.

## Struktur
Direktor ist seit 2016 General Richard Lizurey.
Innere Organisation der Gendarmerie

Generaldirektion (La direction générale de la Gendarmerie nationale), das Hauptkommando der Gendarmerie. Die Generalinspektion (L’inspection générale de la Gendarmerie nationale), verantwortlich für die Disziplin sowie für die technische Bereitschaft, ist ein unabhängiges Organ der Generaldirektion.
- Departementale Gendarmerie (La gendarmerie départementale),[6] die nationale polizeiliche Behörde für Gemeinden mit weniger als 20 000 Einwohner. Die Struktur folgt den 13 Regionen des französischen Mutterlandes (Metropole).

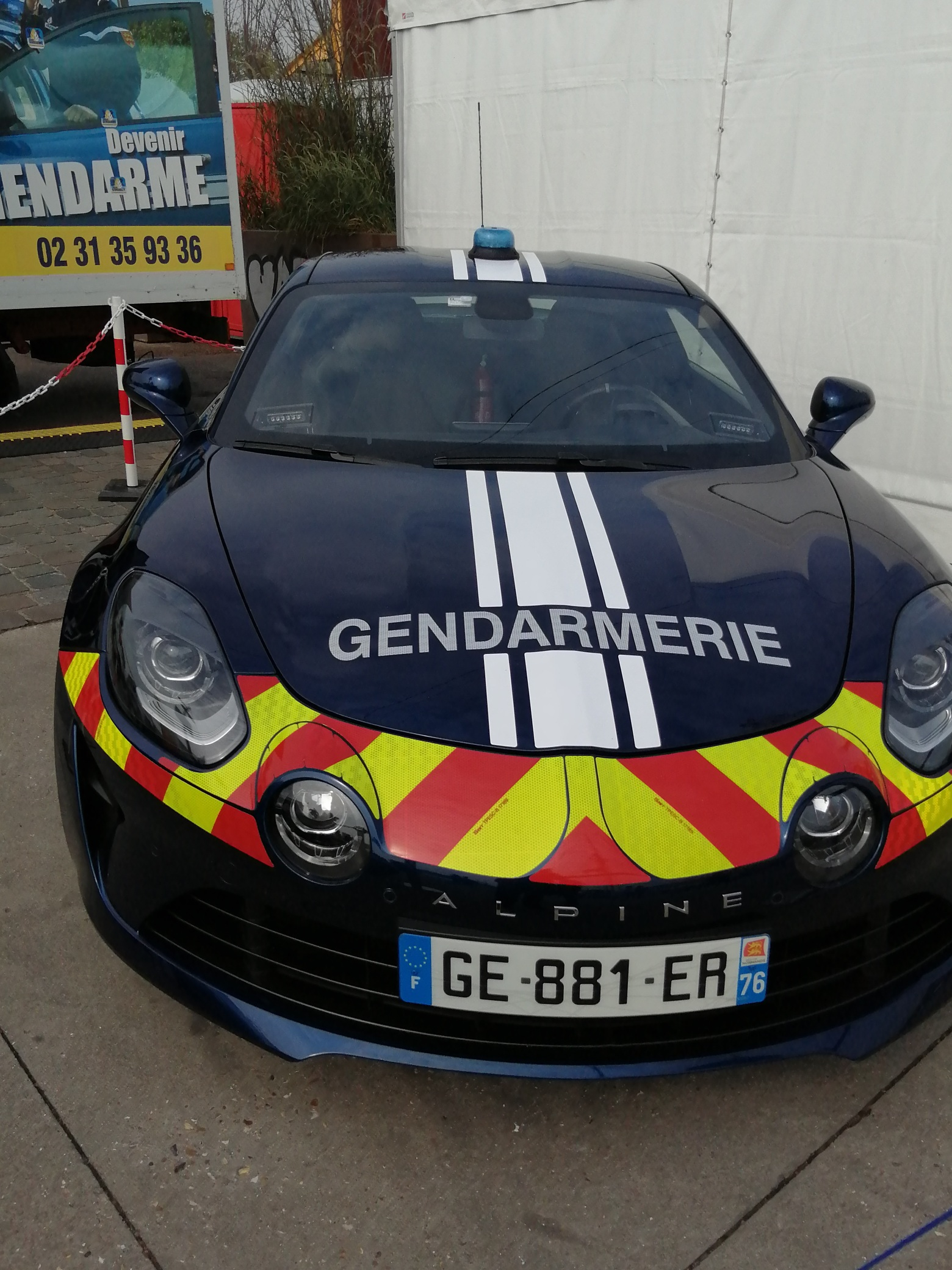
Renault Alpine der Nationalgendarmerie von vorne gesehen

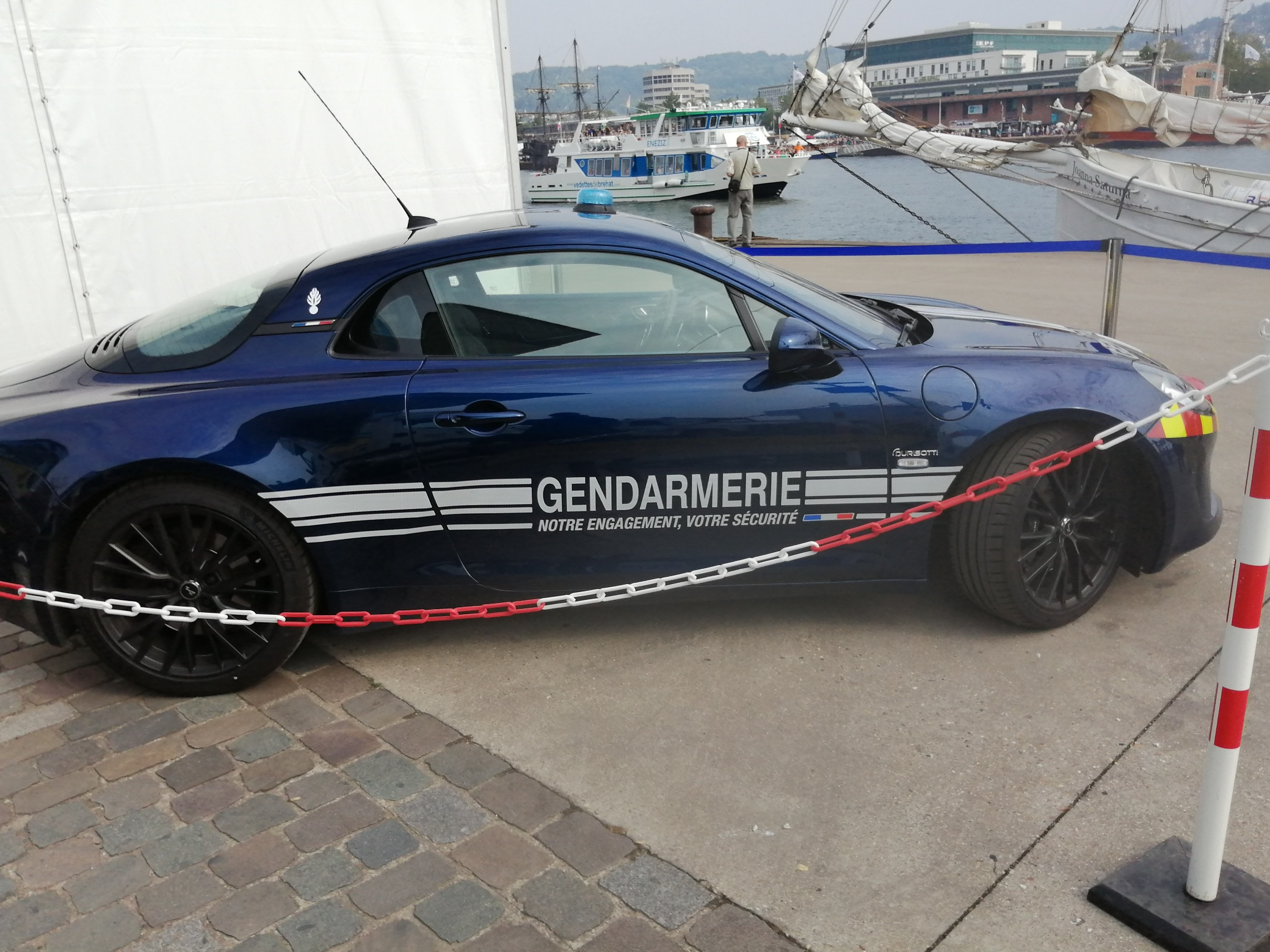
Renault Alpine der Nationalgendarmerie, Seitenansicht

Spezialisierte Züge (brigades) der Militärpolizei des Französischen Heeres an Standorten und Sicherungszüge für Kernkraftwerke gehören ebenfalls zur Gendarmerie der Departments.
- Mobile Gendarmerie (La gendarmerie mobile),[7] die Bereitschaftsgendarmerie und Reaktionsdienst im Krisen- und Kriegsfalle. Die Struktur folgt den 7 Militärregionen des französischen Mutterlandes.
- Die Garde républicaine[8] in Brigadenstärke dient dem protokollarischen Ehrendienst und der Bewachung von höheren Staatsbehörden wie der Residenz des Staatspräsidenten, der Residenz des Premierministers und den Kammern des französischen Parlaments.
- Gendarmerie der Überseegebiete (La gendarmerie d’outre-mer), im Unterschied zum französischen Mutterland sind in den Französischen Überseegebieten die Einheiten der verschiedenen Gendarmeriegattungen in territorialen Kommandos zusammengefasst.
- Gendarmerie der Militärpolizei (La gendarmerie prévôtale) dient im Zusammenhang mit internationalen Missionen.
- Spezialisierte Gattungen (Les formations spécialisées)
  - Gendarmerie für den Lufttransport (La Gendarmerie des transports aériens (GTA)),[9] verantwortlich für die Sicherung ziviler Flughäfen und Objekten der Luftverkehrskontrolle.
  - Gendarmerie der Luftwaffe (La gendarmerie de l’Air),[10], Militärpolizei der Französischen Luftstreitkräfte. Der Objektschutz von Einrichtungen der Französischen Luftstreitkräfte wird von Sicherungsstaffeln durchgeführt.
  - Gendarmerie der Marine (La gendarmerie maritime),[11] Militärpolizei der Französischen Marine und Küstenwache. Der Objektschutz von Einrichtungen der Französischen Marine wird durch Marinefüsiliere durchgeführt.
  - Gendarmerie der Streitkräfte (La gendarmerie de l’Armement)[12] ist für Wach- und Spionageabwehrdienste der französischen wehrtechnischen Dienststellen (Direction générale de l’armement), ihrer Einrichtungen sowie für französische Unternehmen der Rüstungsindustrie zuständig.
  - Sicherungsgendarmerie für Nuklearwaffen (La Gendarmerie de la sécurité des armements nucléaires (GSAN)),[13] direkt dem Verteidigungsminister unterstellt, für die Sicherung bei Lagerung und Transport verantwortlich.
  - Spezialisierte Sicherungsgruppe der Gendarmerie (Les Pelotons Spécialisés de Protection de la Gendarmerie (PSPG))[14][15] zur Sicherung kerntechnischer Anlagen und Kraftwerke. Die Sicherungsgruppen zu je mindestens 40 Gendarmen sind direkt auf dem Gelände der Kernkraftwerke stationiert.
- Eingreifgruppe der Nationalgendarmerie (Le Groupe d’intervention de la Gendarmerie nationale), bekannt unter der Abkürzung GIGN,[16] das französische Äquivalent der GSG 9 der deutschen Bundespolizei.
- Administrative- und Versorgungseinrichtungen (Les organismes d’administration et de soutien)
- Ausbildungseinrichtungen (Les organismes de formation du personnel)[17]